# Мурсалов, Орхан Чингиз оглы
Орхан Чингиз оглы Мурсалов (азерб. Orxan Çingiz oğlu Mürsəlov; род. 26 июля 1986, Брянск) — глава исполнительной власти Кедабекского района (с 2022).

## Биография
Родился 26 июля 1986 года в г. Брянск. В 2008 году окончил факультет политического управления Академии государственного управления Азербайджана.
В 2012 году окончил магистратуру Азербайджанского государственного экономического университета по специальности «управление бизнесом, маркетинг».
С 2010 по 2022 год работал в отделе по работе с документами и обращениями граждан и старшим советником 8-го территориального сектора отдела по территориально-организационным вопросам Администрации Президента Азербайджана. 
Глава исполнительной власти Кедабекского района (с 11 августа 2022).
Владеет турецким, английским, русским языками.